# E-mailing
E-mailing è un metodo di marketing diretto, utilizzato dai brand, che sfrutta la posta elettronica come mezzo di comunicazione commerciale per diffondere via e-mail informazioni al proprio pubblico. Nel suo senso più ampio, tutte le e-mail inviate a potenziali o attuali clienti potrebbero essere considerate e-mailing; tuttavia, il termine viene generalmente usato per riferirsi a:
- e-mail che hanno lo scopo di aggiornare periodicamente i clienti in merito alle novità del brand. Un esempio sono le e-mail promozionali che avvisano gli iscritti alla Newsletter su sconti in corso.
- e-mail che hanno l'obiettivo di comunicare gli obiettivi necessari da effettuare sui programmi utilizzati dai clienti.
- e-mail informative, come estratti di notizie pubblicate all'interno del proprio blog.
- e-mail che hanno l'obiettivo di far concludere all'utente un'operazione iniziata (per esempio: un prodotto aggiunto al carrello, un corso cominciato e non concluso).